# Demen
Demen est un petit village néerlandais de la commune d'Oss dans la province du Brabant-Septentrional. Demen compte 231 habitants en 2005.

## Le nom
Le nom de Demen vient du ruisseau Demen, qui prenait sa source dans le Peel, passait par Zeeland, Herpen et Deursen en Dennenburg et qui à Demen débouchait dans la Meuse.

## Administratif
Demen était une petite paroisse dans l'ancienne seigneurie de Herpen, devenue seigneurie de Ravenstein. Demen, situé dans l'indépendant Pays de Ravenstein, a été au XVIIe siècle la paroisse d'asile pour les catholiques de Dieden, village voisin sous le duché de Gueldre. En 1700, Demen s'associe avec Langel (plus tard renommé Neerlangel), formant l'ancienne commune Demen en Langel qui a existé jusqu'en 1810, date de la fondation de l'ancienne commune de Dieden, Demen en Langel, qui à son tour a été annexée par l'ancienne commune de Ravenstein. Fait exceptionnel, Ravenstein a choisi de s'attacher librement en 2003 à la commune d'Oss.

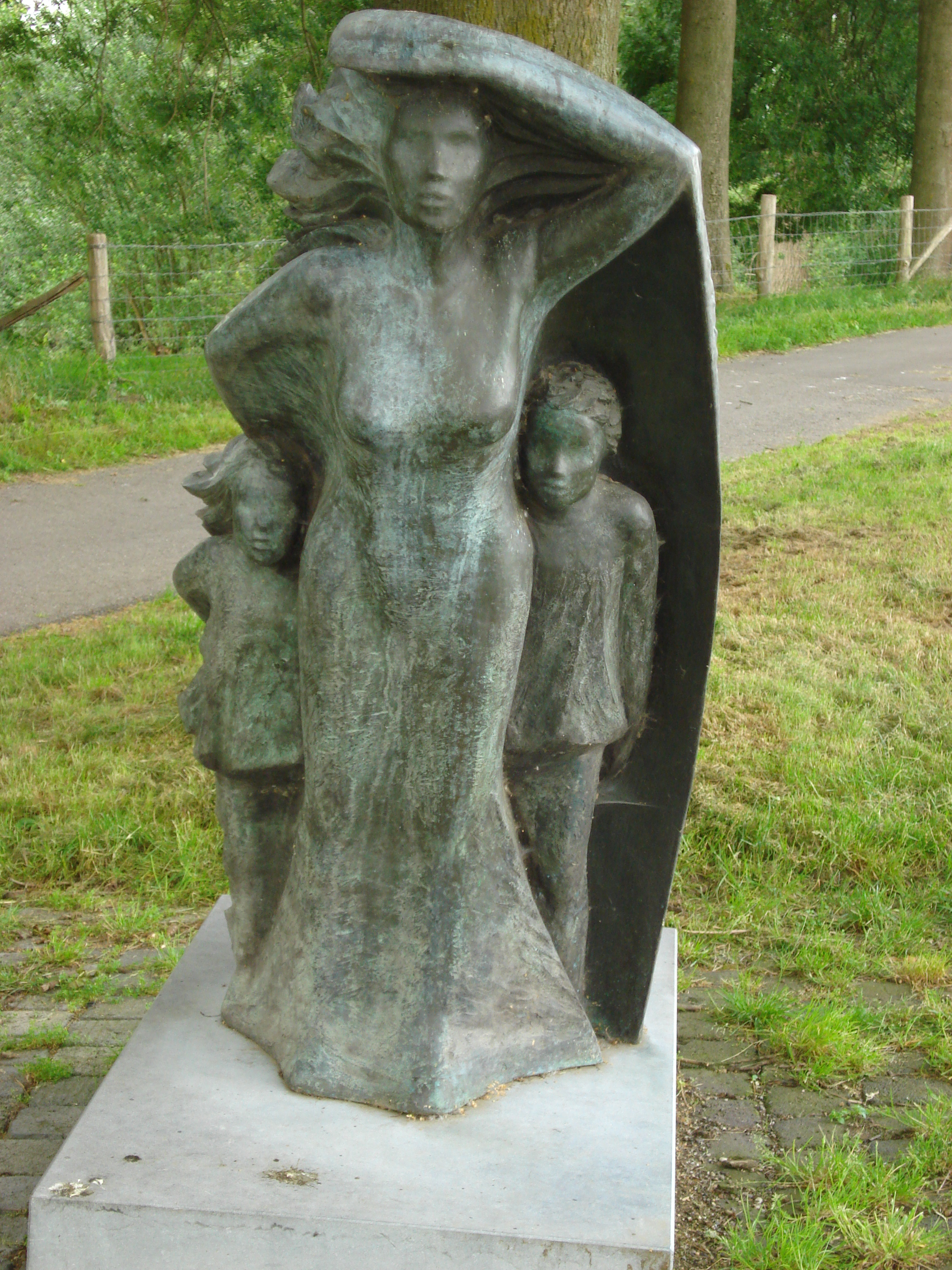
Demen, eau, vent, vigilance (Inez Hegemen, Geffen 2000).

## L'église
L'église paroissiale Saint-Willibrordus a ses racines au Moyen Âge. L'église actuelle date de 1857. La tour gothique est plus ancienne, mais fortement réaménagée en 1890. L'église possède un orgue de 1845 du fameux facteur d'orgues F.C.Smits à Reek.

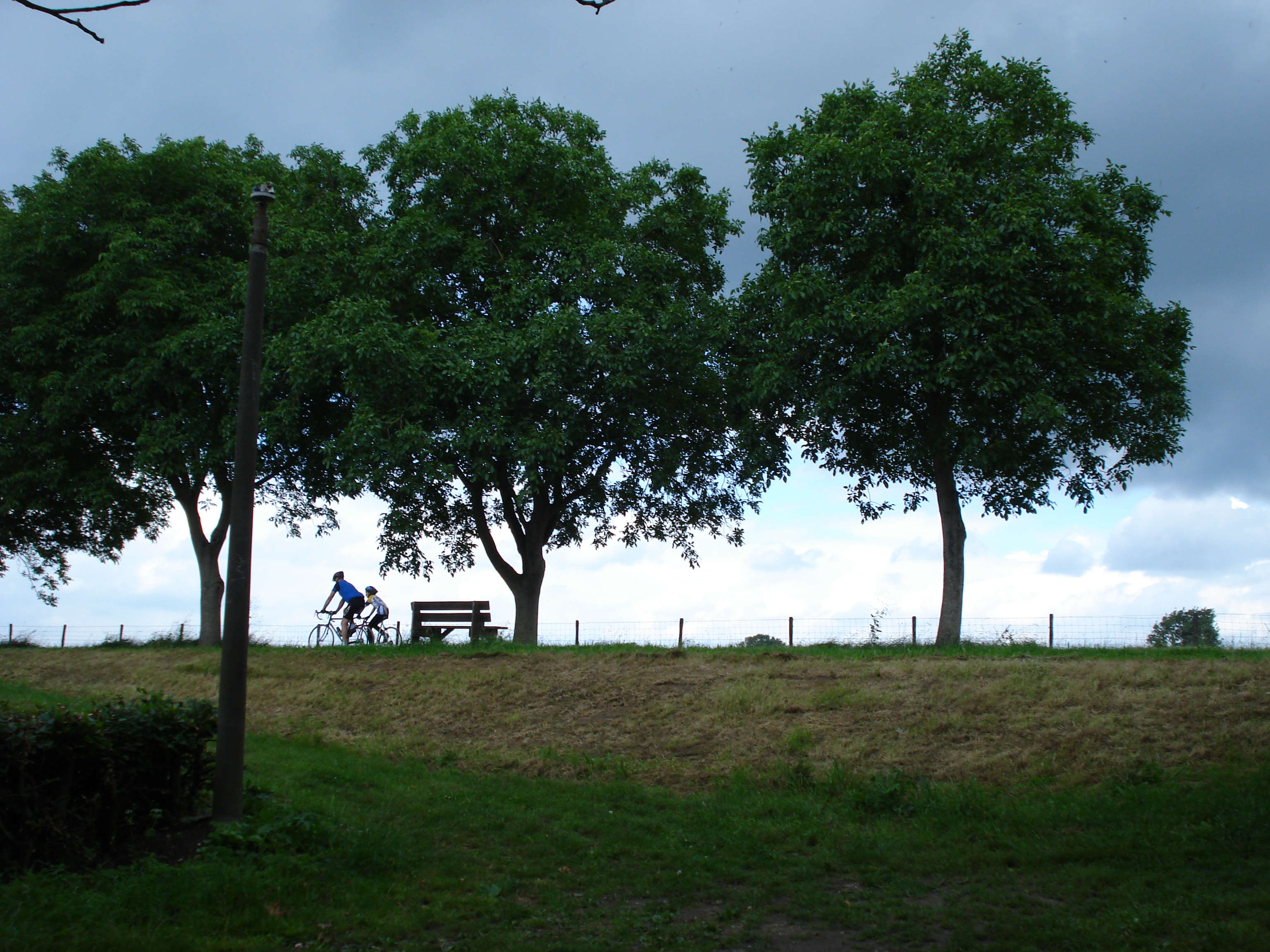
Cyclotourisme sur la digue de la Meuse.

## Le bac
Demen, sis contre l'ancienne digue de la rive gauche de la Meuse canalisée, est relié depuis fin avril 2007 par un petit bac d'été pour piétons avec Batenburg dans la province du Gueldre.